# Ian MacNaughton
Edward Ian MacNaughton (Glasgow, 30 dicembre 1925 – Monaco di Baviera, 10 dicembre 2002) è stato un produttore cinematografico, regista e attore inglese, conosciuto per il suo lavoro con i Monty Python.
Noto per essere stato il direttore e produttore del Monty Python's Flying Circus, MacNaughton diresse anche il film E ora qualcosa di completamente diverso e lo special tedesco Monty Python's Fliegender Zirkus.

## Biografia
Nel 1979 fece un cortometraggio su Joseph Pujol intitolato Le Pétomane.
Fu anche il produttore di Q, di Spike Milligan.
È nato a Glasgow, Scozia ed è morto a Monaco di Baviera, Germania.

## Filmografia

### Produttore
- Monty Python's Flying Circus (1969-1974)
- Q5 (1969-1978)
- Parrot Sketch Not Included - 20 Years of Monty Python (1989)

### Regista
- Doppia sentenza (Softly Softly, 1966)
- E ora qualcosa di completamente diverso (And Now for Something Completaly Different, 1971)
- Le Pétomane (1979)
- Monty Python Live at the Hollywood Bowl (1982)

### Attore
- Rob Roy, il bandito di Scozia (Rob Roy, the Highland Rogue, 1953)
- X contro il centro atomico (X: The Unknow, 1956)
- Ora X: Gibilterra o morte (The Silent Enemy, 1958)
- Obiettivo Butterfly (The Safecracker, 1958)
- Lawrence d'Arabia (Lawrence of Arabia, 1962)
- L'ispettore Gideon (Gideon's Way, 1965)
- Agente speciale (The Avengers, 1965)
- Fantasmi ad Hollywood (Hollywood-Monster, 1987)